# Marcello Trotta
Marcello Trotta (* 29. September 1992 in Santa Maria Capua Vetere) ist ein italienischer Fußballspieler.

## Karriere
Trotta kam 2004 in die seiner Geburtsstadt nahe gelegenen Jugendakademie der SSC Neapel. Diese besuchte er bis 2008, wechselte dann jedoch zu Manchester City, um eine andere Art von Fußball kennenzulernen. Nach nur einem Jahr wechselte er in die Jugend des FC Fulham.
Nachdem er 2011 die Jugend Fulhams verlassen hatte und in den Profikader aufgenommen worden war, folgte ein Leihgeschäft zu den Wycombe Wanderers, für die er in acht Ligapartien acht Tore erzielen konnte. Die Leihe zum FC Watford im ersten Halbjahr 2012 erwies sich als weniger erfolgreich: Trotta absolvierte lediglich ein Spiel. Um ihm Spielpraxis zu ermöglichen, wurde Trotta dann zum FC Brentford verliehen. Nach einem guten Jahr und dem nur knapp verpassten Aufstieg wurde Trotta erneut ein Jahr nach Brentford verliehen, diesmal war er Stammspieler und als Torschütze regelmäßig erfolgreich. Am Ende der Saison standen der zweite Platz und der somit verbundene Aufstieg in die Football League Championship zu Buche.
Zur Spielzeit 2014/15 kehrte er zu Fulham zurück. Dort steht er derzeit im Kader der U-21. Am 1. November 2014 wurde er bis zum 5. Januar 2014 an den FC Barnsley ausgeliehen.
2015 kehrte Trott nach Italien zurück und wechselte zur US Avellino 1912. Nach eineinhalb Spielzeiten verpflichtete ihn der Erstligist US Sassuolo Calcio. Da er sich dort nicht durchsetzen konnte, folgte ein Leihgeschäft mit dem FC Crotone, das nach einer Saison erneuert wurde.

## Erfolge
- Aufstieg in die Football League Championship: 2013/14